# Carapal
Carapal es una localidad de Trinidad y Tobago, que forma parte de la región de Siparia.

## Geografía
La localidad abarca parte de la isla Trinidad y limita al norte con Salazar Village, al sur y oeste con Rancho Quemado y al este con Erin.

## Demografía
Datos demográficos de la localidad de Carapal:
| Gráfica de evolución demográfica de Carapal entre 2000 y 2011 |
|                                                               |